# Yuza
Yuza (japanska: 遊佐町?, Yuza-machi) är en landskommun (köping) i Yamagata prefektur i Japan. Den ligger vid Japanska havet längst norrut i prefekturen på gränsen till Akita prefektur.  Kommunen har cirka 13 000 invånare (2021).